# 奧泰佩

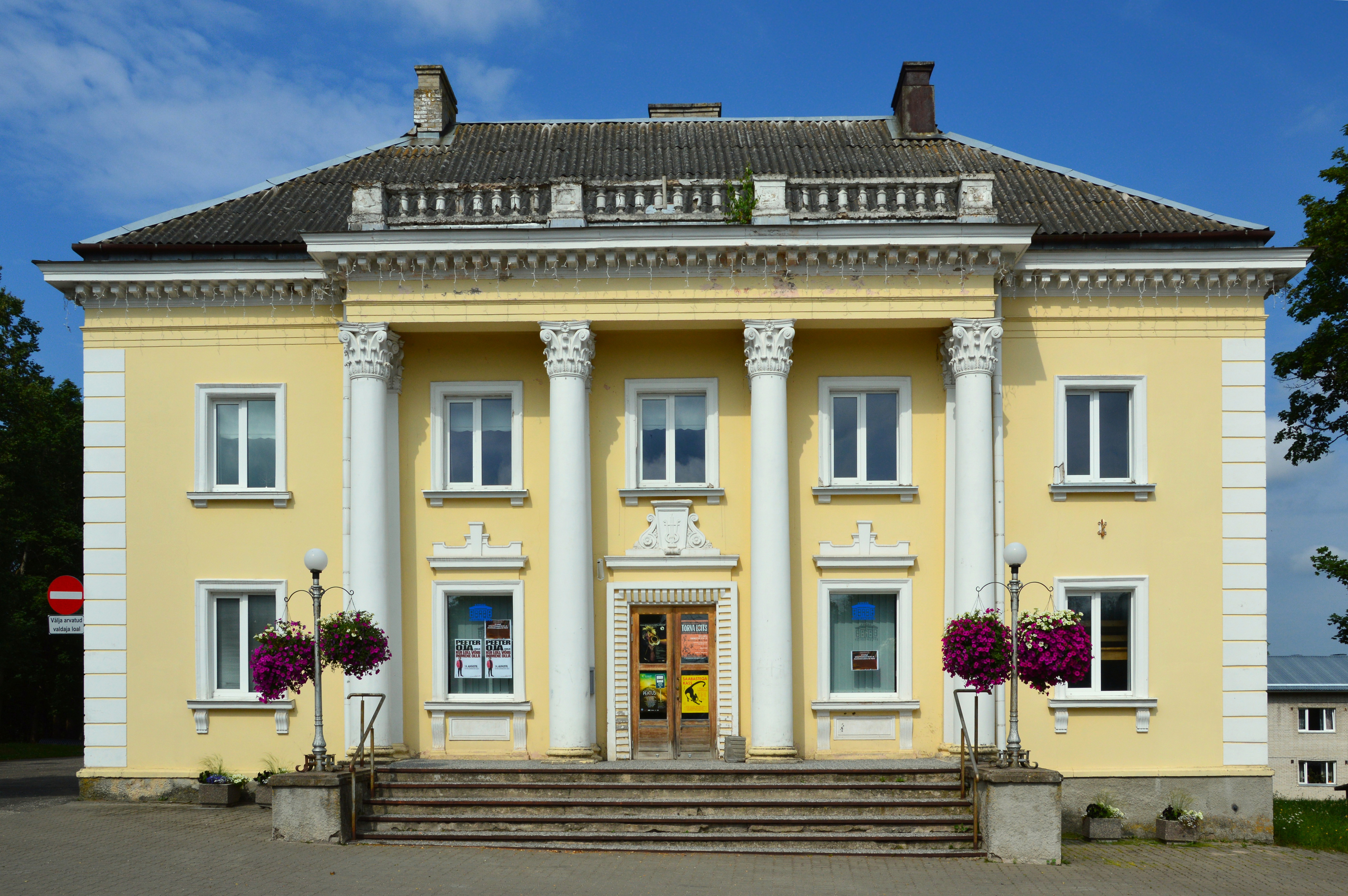
奥泰佩文化大楼

奧泰佩是愛沙尼亞瓦爾加縣奧泰佩市鎮的非独立市及行政中心，位於該國南部，始建於1936年，面積217.4平方公里，2009年人口2,189。

## 外部連結
- 奥泰佩市镇官方网站 （页面存档备份，存于） （文） （俄文） （英文）

58°03′N 26°30′E / 58.050°N 26.500°E